# Alsatian
Die Alsatian war ein 1914 in Dienst gestellter Ozeandampfer der britisch-kanadischen Reederei Allan Line, der im nordatlantischen Passagier- und Frachtverkehr zwischen Großbritannien und den USA eingesetzt wurde. Sie und ihr baugleiches Schwesterschiff Calgarian waren die größten Schiffe ihrer Reederei und die letzten, die für die Allan Line gebaut wurden. Sie waren die größten Dampfer, die zu ihrer Zeit den Sankt-Lorenz-Strom kreuzten. Im Ersten Weltkrieg diente das Schiff als bewaffneter Hilfskreuzer. 1917 ging die Alsatian in die Flotte der kanadischen Canadian Pacific Steamship Company über, die die Allan Line übernahm. Fortan fuhr das Schiff unter dem Namen RMS Empress of France. 1934 wurde es in Dalmuir (Schottland) abgewrackt. In 20 Dienstjahren machte das Schiff 99 Atlantiküberquerungen, fünf Pazifikreisen und acht Kreuzfahrten.

## Allan Line
Das 18.481 Bruttoregistertonnen (BRT) große Dampfschiff Alsatian wurde 1912–13 auf der Schiffswerft William Beardmore and Company im schottischen Dalmuir in der Nähe von Glasgow gebaut. Die 174,16 Meter lange und 22,07 Meter breite Alsatian lief am 22. März 1912 vom Stapel und wurde Ende des Jahres 1913 fertiggestellt. Sie hatte ein identisches Schwesterschiff, die Calgarian (17.515 BRT), die kurz nach ihr fertiggestellt wurde. Die beiden modernen Transatlantikdampfer waren die größten und luxuriösesten Schiffe, die die Allen Line je in Dienst stellte und zugleich die letzten, bevor die Reederei 1917 von der Canadian Pacific Steamship Company übernommen wurde. Die Alsatian hatte zwei Masten, zwei Schornsteine und vier Schiffsschrauben. Sie konnte bis zu 18 Knoten Fahrt machen. Die Alsatian war der erste Transatlantikdampfer, der mit einem Heck versehen wurde, das eher für Kreuzfahrtschiffe üblich war. Sie war mit Apparaturen für drahtlosen Funkverkehr und zum Aufspüren von U-Booten ausgerüstet.
In den Passagierunterkünften war Platz für 287 Reisende der Ersten, 504 der Zweiten und 848 der Dritten Klasse. Die Passagierkabinen waren mit Heizungs- und Lüftungssystemen ausgestattet. Auf dem A-Deck befanden sich die geräumigen und komfortabel eingerichteten Aufenthaltsräume der Ersten Klasse, darunter die Lounge, die Bibliothek, der Schreibsalon und der Rauchsalon. Auf dem oberen Promenadendeck fand man außerdem das Verandacafé und den Gymnastikraum.
Am 17. Januar 1914 lief die Alsatian in Liverpool zu ihrer Jungfernfahrt nach Saint John aus. Am 22. Mai 1914 legte sie zu ihrer ersten Überfahrt von Liverpool nach Quebec ab. Bereits am 17. Juli 1914 lief sie zum letzten Mal auf dieser Route aus. Am 7. August 1914 wurde die Alsatian zu einem Armed Merchant Cruiser (bewaffneter Hilfskreuzer) erklärt und dem 10th Cruiser Squadron zugeteilt, der vor den Shetlandinseln patrouillierte. Sie wurde zum Flaggschiff von Rear Admiral Dudley de Chair und später Admiral Sir Reginald Tupper und war eines der ersten Schiffe, die mit einem Gerät zur drahtlosen Funkpeilung ausgestattet wurden.

## Canadian Pacific

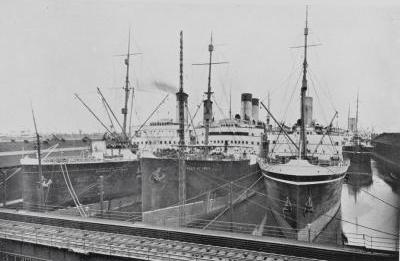
Die Empress of France, Empress of India und Empress of Britain 1926 am Kai (v. l. n. r.)

Als das 10th Cruiser Squadron 1917 außer Dienst gestellt wurde, ging die Alsatian in den Besitz der Canadian Pacific Steamship Company über, die die Allan Line aufgekauft hatte. Sie lief am 28. September 1918 zu ihrer ersten Fahrt für die neuen Eigner von Liverpool nach Kanada aus. Nach der zweiten Fahrt wurde das Schiff in Glasgow runderneuert. Am 4. April 1919 wurde das Schiff in Empress of France umbenannt und am 26. September desselben Jahres legte es in Liverpool zu seiner ersten Fahrt unter dem neuen Namen nach Quebec ab.
Am 3. Mai 1922 startete die erste Überfahrt auf der Strecke Southampton–Cherbourg–Quebec und am 31. Mai 1922 auf der Strecke Hamburg–Southampton–Cherbourg–Quebec. 1924 wurde von Kohle- auf Kraftstoffverbrennung umgestellt und im Juli 1926 wurde neben den bisherigen drei Passagierklassen noch die Touristenklasse hinzugefügt. Im Januar 1927 wurde die Zweite Klasse abgeschafft. Am 29. September 1927 lief die Empress of France zum letzten Mal in Hamburg aus. Am 31. Oktober 1928 fand sich die Empress of France auf einer gänzlich neuen Route, als sie in Southampton zum ersten Mal nach Sues, Hongkong und Vancouver ablegte. Am 2. September 1931 erfolgte die letzte Atlantiküberquerung von Southampton nach Cherbourg. Unmittelbar danach wurde sie auf dem Clyde aufgelegt. Am 20. Oktober 1934 wurde die ehemalige Alsatian in Dalmuir abgewrackt.